# Список синглов № 1 в Южной Корее в 2017 году (Billboard)
Список синглов № 1 в Южной Корее в 2017 году по версии Billboard включает музыкальные синглы, занимавшие 1 место в хит-параде Korea K-Pop Hot 100 в 2017 году. Хит-парад составляется на основе подсчёта цифровых продаж музыкальных синглов в Южной Корее
Хит-парад прекратил публиковаться на сайте Billboard c 17 мая 2014 года; по словам Гари Траста, ответственного за чарты в Billboard, хит-парад не прекратил существование, перерыв в функционировании чарта временный, за это время механизм его функционирования будет переработан. С 29 мая 2017 года функционирование чарта возобновилось; выпуски хит-парада стали появляться на сайте Billboard c 20 декабря 2017 года вместе перезапуском сайта Billboard Korea на Billboard.co.kr.

## Список синглов
| Дата             | Песня                                     | Исполнитель                      | Кол-во недель на 1 месте | Источник |
| ---------------- | ----------------------------------------- | -------------------------------- | ------------------------ | -------- |
| 4 июня 2017      | «Don’t Wanna Cry» (울고 싶지 않아)        | Seventeen                        | 1                        | [ 5 ]    |
| 11 июня 2017     | «Signal»                                  | Twice                            | 1                        | [ 6 ]    |
| 9 июля 2017      | «Yes I Am» (나로 말할 것 같으면)          | Mamamoo                          | 2                        | [ 7 ]    |
| 23 июля 2017     | «You, Clouds, Rain» (나로 말할 것 같으면) | Heize и Юн Джонсин               | 1                        | [ 8 ]    |
| 30 июля 2017     | «Ko Ko Bop»                               | Exo                              | 1                        | [ 9 ]    |
| 3 сентября 2017  | «Like It» (좋니)                          | Юн Джонсин                       | 2                        | [ 10 ]   |
| 17 сентября 2017 | «Power»                                   | Exo                              | 1                        | [ 11 ]   |
| 24 сентября 2017 | «We Are» (시차)                           | У Вонджэ при участии Loco и Gray | 1                        | [ 12 ]   |
| 1 октября 2017   | «DNA»                                     | BTS                              | 2                        | [ 13 ]   |
| 15 октября 2017  | «Some» (썸 탈꺼야)                        | Bolbbalgan4                      | 3                        | [ 14 ]   |
| 5 ноября 2017    | «Love Story» (연애소설)                   | Epik High при участии IU         | 1                        | [ 15 ]   |
| 12 ноября 2017   | «Likey»                                   | Twice                            | 2                        | [ 16 ]   |
| 26 ноября 2017   | «Beautiful»                               | Wanna One                        | 1                        | [ 17 ]   |
| 3 декабря 2017   | «Yes» (좋아)                              | Юн Джонсин и Минсэо              | 2                        | [ 18 ]   |
| 17 декабря 2017  | «Emptiness in Memory» (기억의 빈자리)     | Naul                             | 1                        | [ 19 ]   |
| 24 декабря 2017  | «Heart Shaker»                            | Twice                            | 2                        | [ 20 ]   |